# Adalar
Adalar (tiếng Thổ Nhĩ Kỳ ada là đảo, -lar là đuôi số nhiều) là một quận thuộc tỉnh İstanbul, Thổ Nhĩ Kỳ. Quận có diện tích 16 km² và dân số thời điểm năm 2007 là 10460 người, mật độ 654 người/km².
Quận Adalar hình thành trên cơ sở quần đảo Hoàng Tử (tiếng Thổ Nhĩ Kỳ: Prens Adalari), gồm một nhóm 9 đảo trong biển Marmara ở đông nam Istabul. Đảo lớn nhất trong 9 đảo là Buyukada với diện tích 5,36 km², đảo thứ nhì là Heybeliada rộng 2,4 km². Trong các tháng hè, các đảo này là địa điểm du lịch phổ biến.
| Tên đảo     | Diện tích | Vị trí |
| ----------- | --------- | ------ |
| Büyükada    | 5,4 km²   |        |
| Heybeliada  | 2,3 km²   |        |
| Burgazada   | 1,5 km²   |        |
| Kınalıada   | 1,3 km²   |        |
| Sedefadası  | 0,157 km² |        |
| Yassıada    | 0,052 km² |        |
| Sivriada    | 0,045 km² |        |
| Tavşanadası | 0,010 km² |        |
| Kaşıkadası  | 0,008 km² |        |
| Tổng cộng   | 10,76 km  |        |